# Pulaski (New York)
Pulaski è un villaggio degli Stati Uniti d'America, situato nello stato di New York, nella contea di Oswego.